# Kup europskih prvaka u rukometu 1983./84.
Ovo je 24. izdanje Kupa europskih prvaka u rukometu. Sudjelovalo je 25 momčadi. Nakon dva kruga izbacivanja igrale su se četvrtzavršnica, poluzavršnica i završnica. Hrvatska nije imala svog predstavnika u ovoj sezoni.

## Turnir

### Poluzavršnica
- Metaloplastika Šabac -  Honved Budimpešta 30:21, 24:20
- VfL Gummersbach -  Dukla Prag 14:14, 17:18

### Završnica
- Dukla Prag -  Metaloplastika Šabac 21:17, 17:21 (sedmerci: 4:2)

- europski prvak:  Dukla Prag (treći naslov)

## Vanjske poveznice
- Opširnije